# Ciarán Ward
Ciarán Ward (ur. 17 stycznia 1972 w Belfaście) – irlandzki judoka. Dwukrotny olimpijczyk. Zajął 21. miejsce w Atlancie 1996 i 24. miejsce w Barcelonie 1992. Startował w wadze półlekkiej.
Uczestnik mistrzostw świata w 1991, 1993 i 1995. Startował w Pucharze Świata w 1991, 1992, 1995 i 1996. Brązowy medalista mistrzostw wspólnoty narodów w 1988 roku.

## Letnie Igrzyska Olimpijskie 1992
| Konkurencja | Eliminacje             | Eliminacje         | Klas. końcowa |
| Konkurencja | Przeciwnik I           | Przeciwnik II      | Miejsce       |
| ----------- | ---------------------- | ------------------ | ------------- |
| 65 kg       | Marko Korhonen (FIN) Z | Štefan Cuk (SLO) P | 24.           |

## Letnie Igrzyska Olimpijskie 1996
| Konkurencja | Eliminacje         | Klas. końcowa |
| Konkurencja | Przeciwnik I       | Miejsce       |
| ----------- | ------------------ | ------------- |
| 65 kg       | Iwan Netow (BUL) P | 21.           |